# 가보면 알 거야 - 영구와 땡분이
"가보면 알 거야 - 영구와 땡분이"(You'll Know When You Get There)는 한국에서 제작된 김주희 감독의 1990년 영화이다. 심형래 등이 주연으로 출연하였고 김병애 등이 제작에 참여하였다.

## 출연

### 주연
- 심형래 ... 영구 역

### 조연
- 전유성 ... 천석 역
- 윤혜영 ... 땡분 역
- 안숙희 ... 주 여사 역
- 김을동 ... 오 마담 역
- 김희옥 ... 칠성 역
- 박용팔 ... 용팔 역
- 정영국 ... 김 변호사 역
- 유경애 ... 식당 주인 역
- 박종설 ... 가짜 안마사 역
- 한명환 ... 넝마주이 한 씨 역
- 서평석 ... 사내 1 역
- 최근재 ... 사내 2 역
- 권오창 ... 사내 3 역
- 박예숙 ... 뚱보 아줌마 역
- 신찬일 ... 남편 역

## 기타
- 원작자: 오영석
- 제작총지휘: 한철수
- 조명: 손달호
- 스틸: 전승열
- 조연출: 손봉성
- 조연출: 서동주
- 조연출: 박원석
- 녹음: 유창국
- 분장: 박혜정
- 효과: 유광욱